# Shinshoku -lose control-
«Shinshoku -lose control-» (浸食 〜lose control〜?) es el décimo sencillo de la banda japonesa L'Arc~en~Ciel. Salió a la venta junto a otros dos sencillos: Kasou y Honey. La canción que le da nombre, se incluyó en la película Godzilla, así como en su bso Godzilla The Album. Debutó en el número #2 del Oricon Style Single Weekly Chart.
En 2006 los primeros 15 sencillos de la banda fueron reeditados en formato de 12cm y no el de 8cm original. 

## Lista de canciones
| N.º | Título                                                                 | Letras | Música | Duración |  |
| 1.  | «Shinshoku -lose control-»                                             | Hyde   | Ken    |          |  |
| 2.  | «Shinshoku -lose control- (control experiment mix)» (yukihiro remixed) | Hyde   | Ken    |          |  |